# Ortòpters
Els ortòpters (Orthoptera, del grec orthós, 'recte', 'dret', i de ptéron, 'ala') són un ordre d'insectes hemimetàbols, amb aparell bucal mastegador i les potes posteriors molt desenvolupades i aptes per al salt.
L'ordre dels ortòpters té 24.276 espècies distribuïdes per tot el planeta, malgrat que la majoria són tropicals. Pertanyen a aquest ordre els saltamartins, grills i llagostes.

## Noms comuns
Atès que són insectes molt coneguts, hi ha una gran riquesa de denominacions vulgars: saltamartins, saltirons, saltirecs, saltarells, grills, pantiganes, somerets, cadells, llagostes, llagosts, etc.

## Característiques
El nom de l'ordre fa referència a les seves ales rectes. Quan tenen ales, el primer parell és coriaci i cobreix les ales posteriors, membranoses, quan l'insecte està en repòs. El tercer parell de potes és fort i sovint espinós, i sol estar especialitzat per a saltar. Sovint presenten òrgans auditius i estriduladors. Els òrgans auditius o timpànics poden localitzar-se a les tíbies o bé en el primer segment de l'abdomen. Els òrgans estriduladors serveixen per a produir so.

## Història natural
Les femelles normalment tenen un ovipositor ben desenvolupat i els mascles estructures per a la còpula. Són insectes hemimetàbols (amb metamorfosi incompleta) i paurometàbols (les formes joves tenen la mateixa alimentació que les adultes). L'animal passa per tres estats: ou, nimfa i imago (adult). Es creu que van poder ser els primers animals terrestres a utilitzar el so per a comunicar-se. Algunes famílies produeixen plagues perjudicials per a l'agricultura.
- El cant del grill

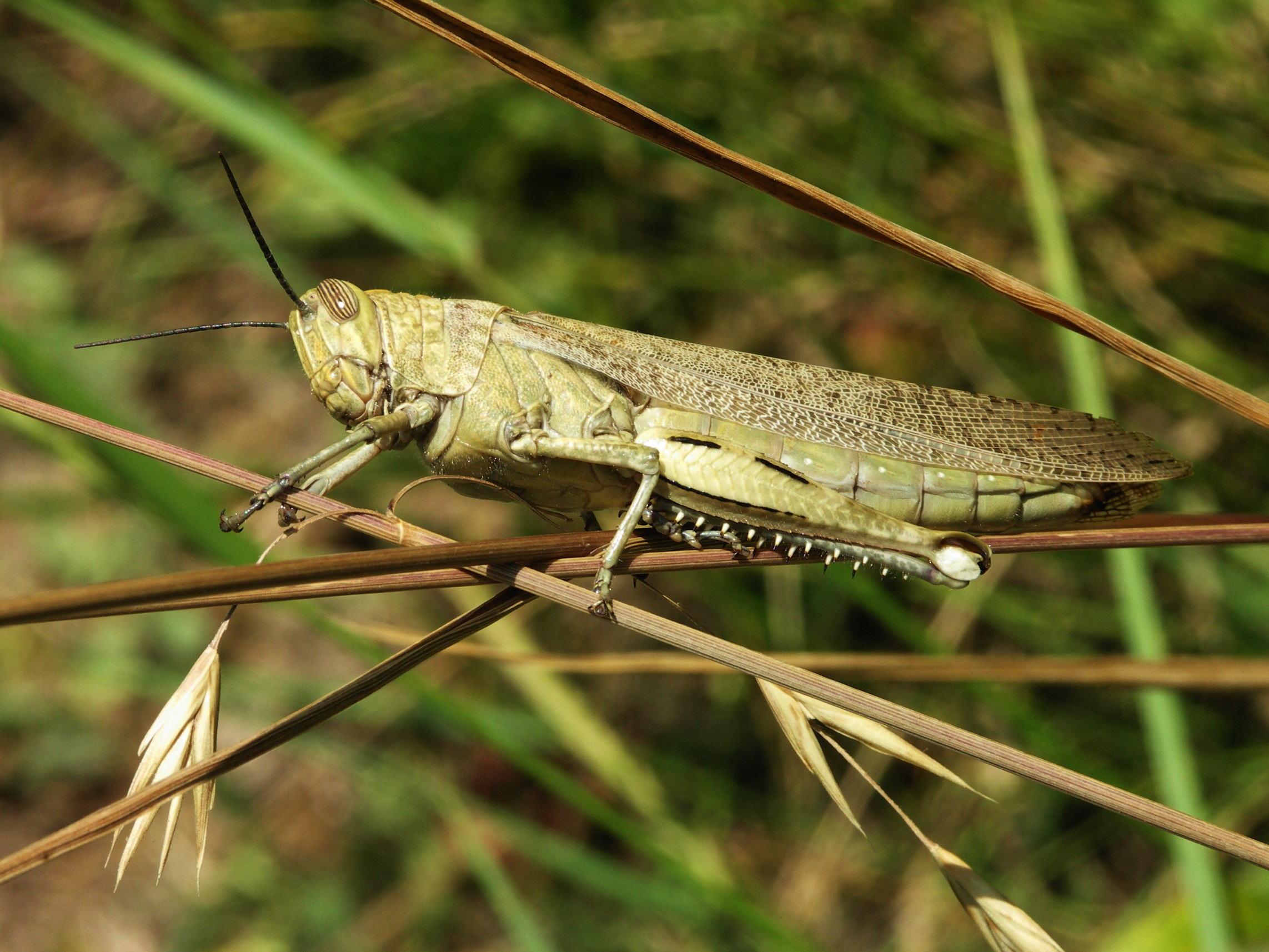
Anacridium aegyptium
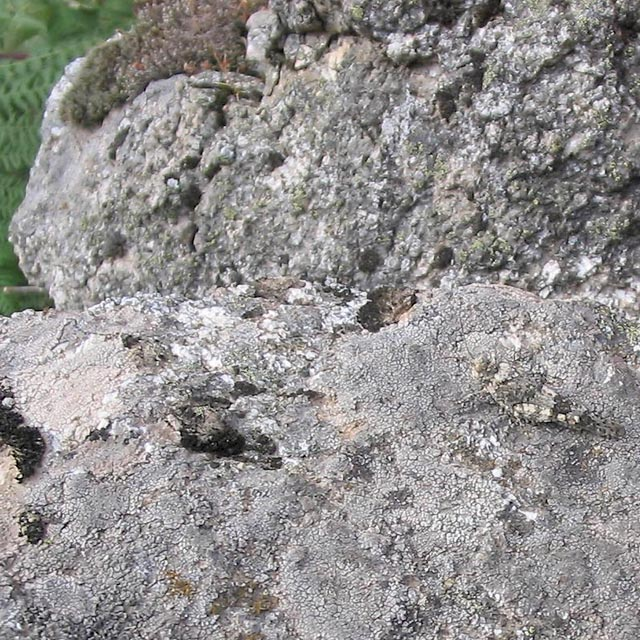
Cripsi d'Oedipoda sp.
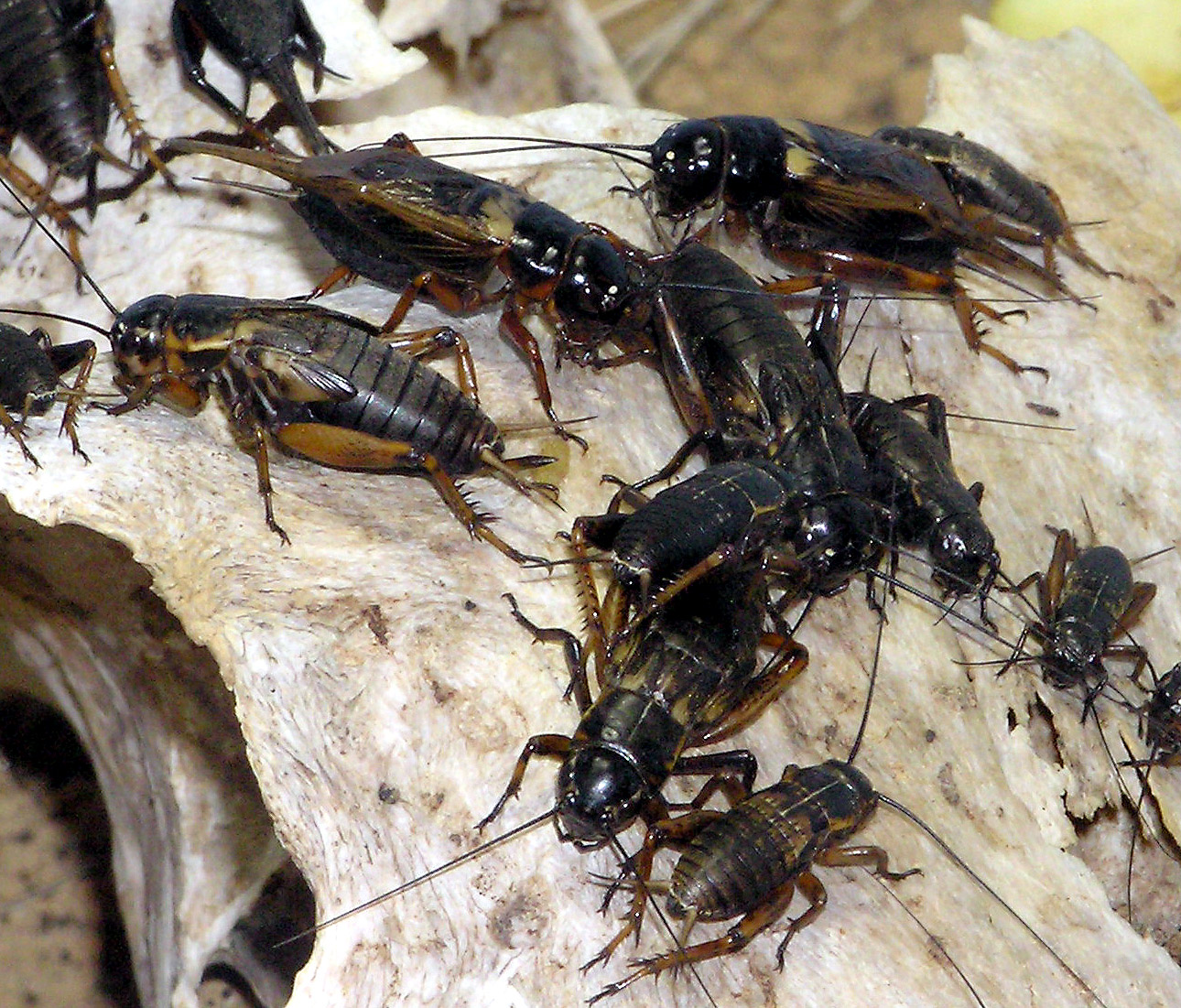
Grillus bimaculatus

## Taxonomia
L'ordre dels ortòpters inclou dos subordes i diversos infraordres, alguns d'ells extints:
Subordre Caelifera
- Infraorder Acrididea
- Infraorder Tridactylidea

Subordre Ensifera
- Infraorder Elcanidea†
- Infraorder Gryllidea
- Infraorder Oedischiidea†
- Infraorder Tettigoniidea

Subordre Titanoptera†